# ألان كولي
ألان كولي (بالإنجليزية: Alan Cooley)‏ هو موظف مدني أسترالي، ولد في 17 سبتمبر 1920، وتوفي في 13 أبريل 1997.